# Chinese Volleyball League 2000-2001 (maschile)
La Chinese Volleyball League 2000-2001 si è svolta dal 2000 al 2001: al torneo hanno partecipato 12 squadre di club cinesi e la vittoria finale è andata per la prima volta allo Jiangsu.

## Squadre partecipanti
| - Bayi - Chengdu - Guangdong - Hebei - Henan - Hubei | - Jiangsu - Liaoning - Shandong - Shanghai - Sichuan - Zhejiang |

## Premi individuali[1]
| Premio                | Giocatrice    | Squadra  |
| --------------------- | ------------- | -------- |
| MVP                   | Lu Weizhong   | Jiangsu  |
| Miglior attaccante    | Zhang Xiang   | Sichuan  |
| Miglior muro          | Zhang Xiang   | Sichuan  |
| Miglior servizio      | Lu Weizhong   | Jiangsu  |
| Miglior ricevitore    | Hong Qing     | Hubei    |
| Miglior difesa        | Wang Ye       | Shanghai |
| Miglior palleggiatore | Zhou Weizhong | Jiangsu  |
| Miglior allenatore    | Xue Yongye    | Jiangsu  |

## Classifica finale[1]
| Pos | Squadra   | Verdetto                    |
| --- | --------- | --------------------------- |
| 1   | Jiangsu   |                             |
| 2   | Bayi      |                             |
| 3   | Zhejiang  |                             |
| 4   | Liaoning  |                             |
| 5   | Shanghai  | Alla Coppa AVC per club     |
| 6   | Chengdu   |                             |
| 7   | Shandong  |                             |
| 8   | Henan     |                             |
| 9   | Sichuan   | Alla Coppa AVC per club     |
| 10  | Hebei     |                             |
| 11  | Guangdong | Chinese Volleyball League B |
| 12  | Hubei     |                             |